# Вест Плезант Вју (Колорадо)
Вест Плезант Вју (енгл. West Pleasant View) насељено је место без административног статуса у америчкој савезној држави Колорадо.

## Демографија
По попису из 2010. године број становника је 3.840, што је 92 (-2,3%) становника мање него 2000. године.
| Група             | 2000.         | 2010.         |
| Белци             | 3.416 (86,9%) | 3.207 (83,5%) |
| Афроамериканци    | 51 (1,3%)     | 51 (1,3%)     |
| Азијати           | 19 (0,5%)     | 45 (1,2%)     |
| Хиспаноамериканци | 323 (8,2%)    | 428 (11,1%)   |
| Укупно            | 3.932         | 3.840         |